# Asemum lucidulum
Asemum lucidulum là một loài bọ cánh cứng trong họ Cerambycidae.